# Gulhornad rovfluga
Gulhornad rovfluga (Cyrtopogon luteicornis) är en tvåvingeart som först beskrevs av Zetterstedt 1842.  Gulhornad rovfluga ingår i släktet Cyrtopogon och familjen rovflugor. Enligt den svenska rödlistan är arten nära hotad i Sverige. Arten förekommer i Götaland, Svealand, Nedre Norrland och Övre Norrland. Artens livsmiljö är skogslandskap, stadsmiljö. Inga underarter finns listade i Catalogue of Life.